# Catedral Nossa Senhora da Conceição (Guarulhos)
A Catedral Metropolitana de Guarulhos, mais conhecida como Catedral Nossa Senhora da Conceição foi construída e fundada em 1665 no centro da cidade de Guarulhos. A igreja é a sede da Diocese de Guarulhos. Sua arquitetura é uma das mais belas do Estado de São Paulo. 
A catedral possui duas comunidades:
- Matriz Catedral Nossa Senhora da Conceição - Praça Tereza Cristina - Centro de Guarulhos
- Igreja Nossa Senhora do Rosário dos Homens Pretos - Praça do Rosário - Centro de Guarulhos

## Catedral é símbolo do nascimento da cidade
A arquitetura no estilo barroco ainda pode ser identificada em meio à estrutura daquela que é considerada uma das primeiras igrejas do Brasil. Hoje denominada Catedral, a Paróquia Nossa Senhora da Conceição foi erguida como capela jesuíta, em meados de 1560. Fora elevada à condição de paróquia no ano de 1695. A única torre se impõe no cenário comercial da Rua Dom Pedro II.

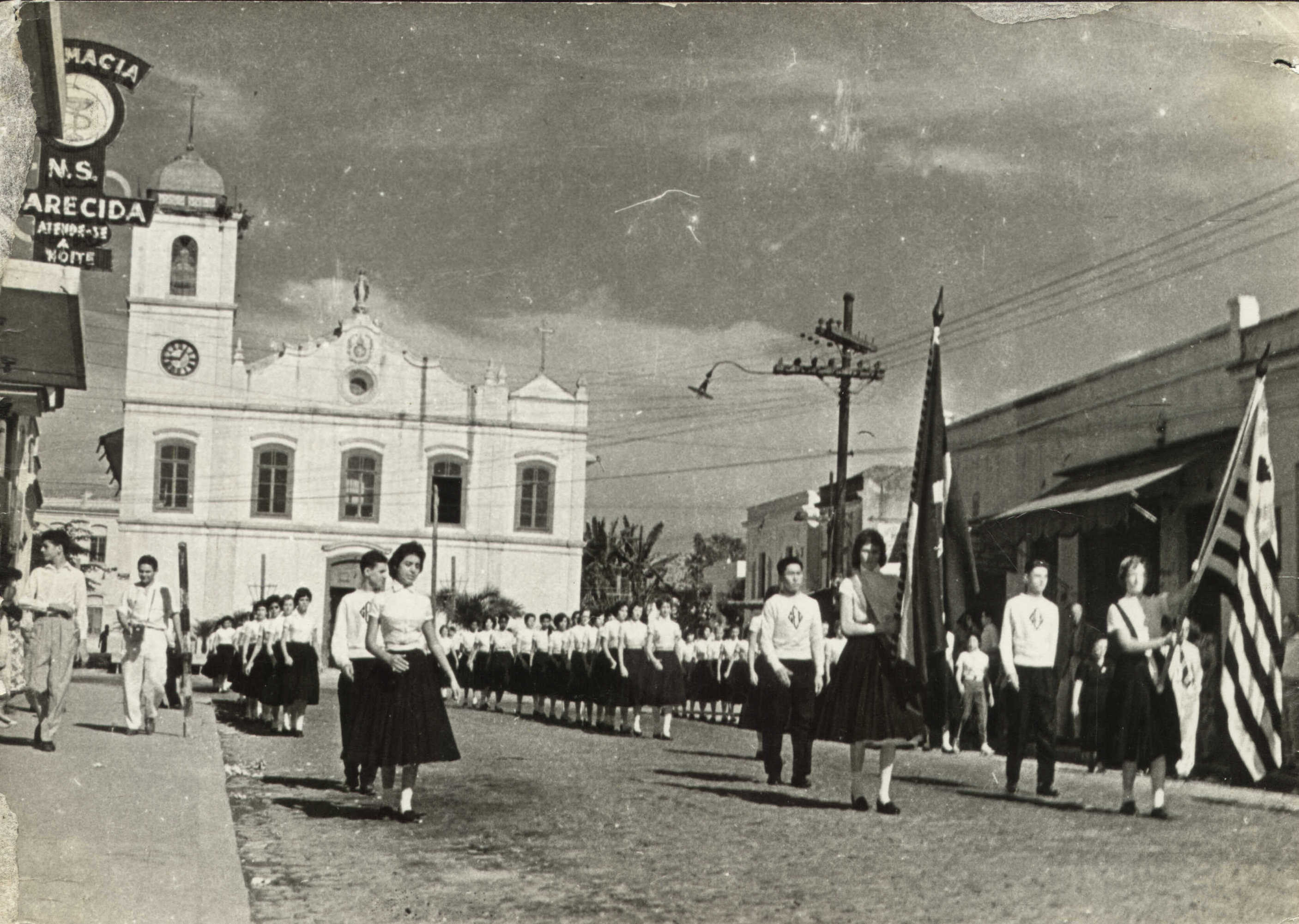
Desfile comemoração da instalação da Comarca, Rua D. Pedro II, em 1956. Acervo do Arquivo de Guarulhos.

De acordo com os pesquisadores Gasparino José Romão e João Ranali, autores do livro ‘Igreja Matriz de Guarulhos – Trezentos Anos’, a primeira capela foi construída em pau a pique e cipó e servia de núcleo ao aldeamento dos índios guaianases. Já a segunda edificação, erguida em taipa de pilão, data de 1743, conforme registros do livro Tombo da Cúria Diocesana.
Glaucia de Carvalho, responsável pelo Arquivo Histórico, explica que a localização da paróquia dava visão do Rio Tietê, por onde chegaram mercadorias. “Os frequentadores eram brancos, pois existia na mesma rua a Igreja N. S. do Rosário dos Homens Pretos demolida entre 1928 e 1930.”

## Construção atual

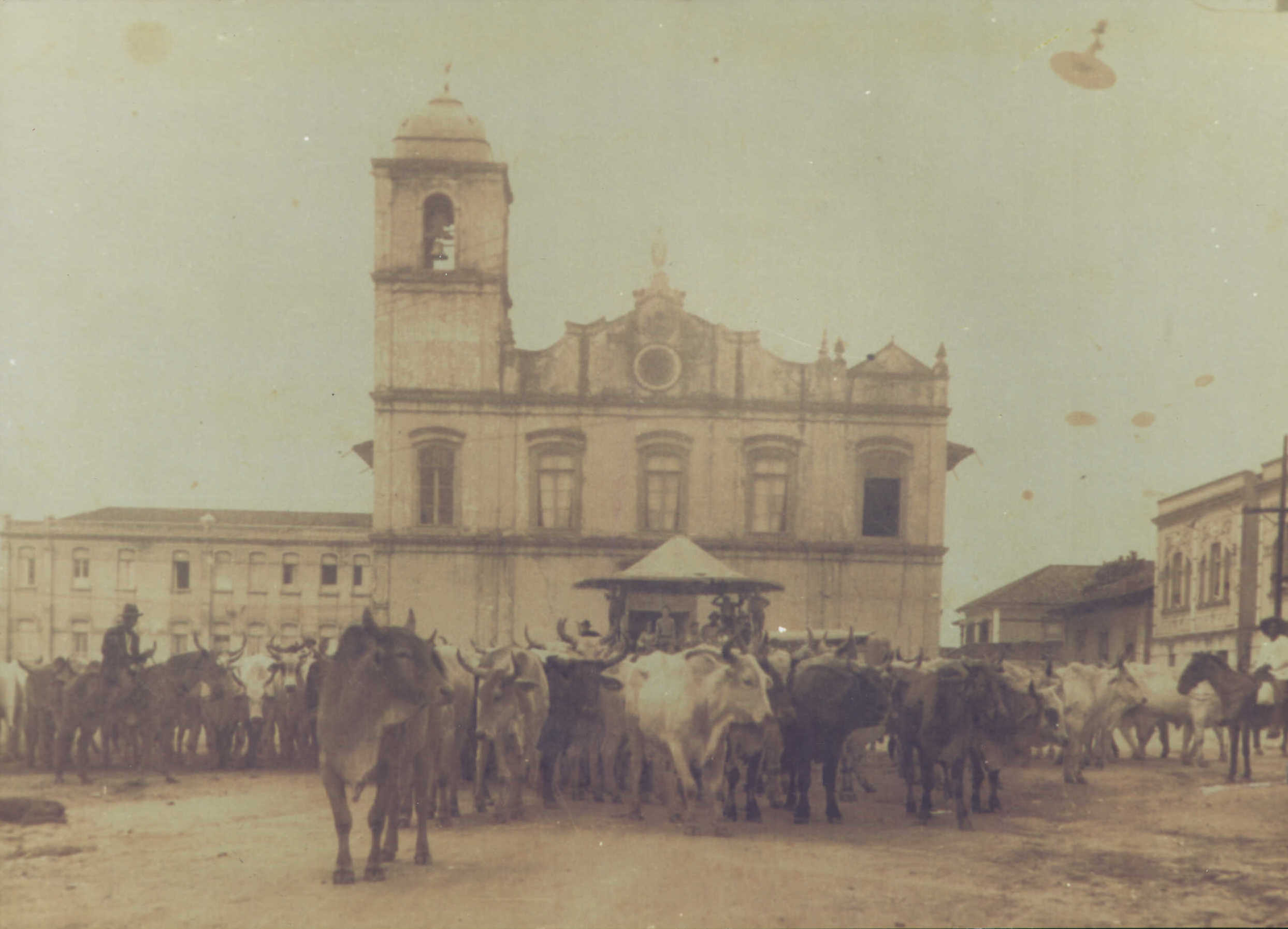
A construção, em imagem histórica. Acervo do Arquivo de Guarulhos.

A construção atual é bastante contemporânea. De seu esqueleto antigo, em 1960 foram criados os dois largos corredores conhecidos hoje. Já o altar sofreu muitas alterações e, até mesmo, chegou a ser locomovido para frente, voltando ao seu local original posteriormente. Várias das mudanças ocorridas na igreja também foram ocasionadas pelo comprometimento da estrutura, que oferecia riscos.
Preocupado com a conservação do prédio, e com a preservação histórica, o pároco da igreja, padre Antonio Bosco da Silva, conta que planeja contratar serviços de raspagem em algumas estruturas, para que seja descoberta sua estrutura original. “Há cerca de seis meses, descobrimos se tratar de uma peça muito antiga uma pia de água benta, esculpida em pedra”, conta. Em uma reforma iniciada em 2013, foram colocados azulejos nas laterais internas, os quais representam os mistérios de Jesus Cristo. Também, a sua fachada externa foi pintada de branco e amarelo, além da colocação de plantas em suas laterais. 
Além do mais, em seu interior estão sepultados os restos mortais dos Bispos Dom Luiz Gonzaga Bergonzini, bispo entre os anos de 1992 e 2011, e Dom Joaquim Justino Carreira, bispo entre os anos de 2012 e 2013.  

## Imagem da padroeira
Uma polêmica surge em torno da história da imagem da santa que dá nome à Catedral, Nossa Senhora da Conceição. Determinados documentos e registros dão conta de que a estátua é tão antiga quanto a paróquia. Em contrapartida, outros escritos informam que a imagem foi trazida de Portugal a Guarulhos somente no século passado, em 1923.

## Tombamento indefinido
Apesar do reconhecimento de sua antiguidade e da preservação de imagens, além da algumas composições arquitetônicas, a Catedral não foi tombada como patrimônio histórico municipal e tampouco nas esferas estadual e nacional.
A questão se deve às várias modificações ocorridas com as reformas pelas quais a igreja passou desde sua criação. Entre as alterações está a pintura de peças esculpidas em pedra e a retirada de estatuetas e ornamentos.